# Robert Gersuny

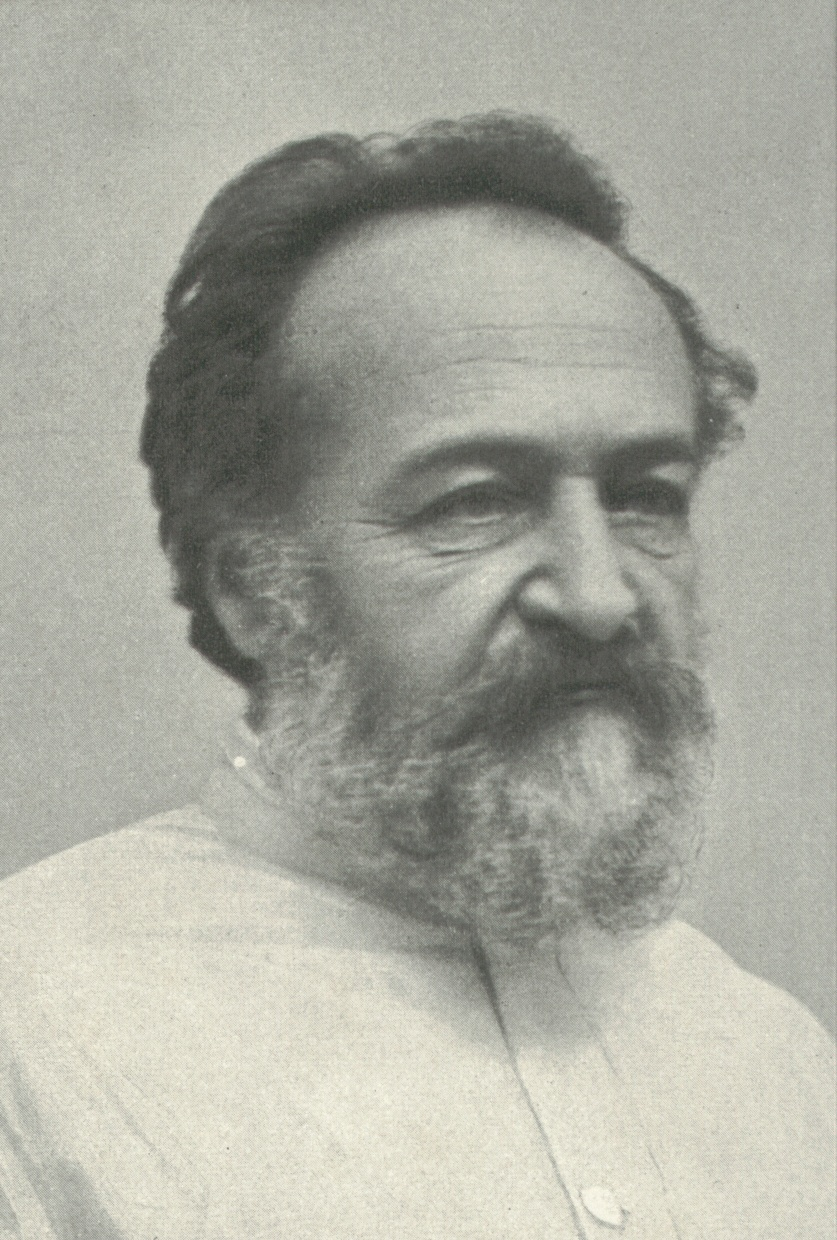
Robert Gersuny

Robert Gersuny (geb. 15. Januar 1844 in Teplitz, Böhmen; gest. 31. Oktober 1924 in Wien) war ein österreichischer Chirurg.

## Leben
Gersuny wurde als zweiter Sohn eines Badearztes in Teplitz geboren. Er begann 1861 ein Medizinstudium an der Karls-Universität Prag, wo er im Corps Austria aktiv war. Er promovierte 1866 und war als Sekundararzt am Prager Allgemeinen Krankenhaus unter Rudolf Jaksch tätig. Die zur damaligen Zeit recht primitiven Behandlungsmethoden, insbesondere die der damals grassierenden Cholera, deprimierten ihn. Auch war sein Verhältnis zu seinem Lehrer Jaksch nicht ohne Spannungen. Noch im hohen Alter erinnerte er sich lebhaft an dessen Ausspruch „Wenn ich Sie unschädlich gemacht habe, ist mein höchstes Ziel erreicht.“
Zu dieser Zeit las Gersuny Theodor Billroths Allgemeine Chirurgie, woraufhin er sich um Aufnahme als Operationszögling an der Klinik, an der Billroth tätig war, bewarb. Er wurde angenommen und trat im Oktober 1869 seinen Posten an der II. Chirurgischen Universitätsklinik an. Billroth machte ihn 1872 zu seinem Privatassistenten. Die Aufgabe eines Privatassistenten war zu dieser Zeit schwierig, denn selbst große Operationen wurden in der Wohnung des Patienten durchgeführt. Er begleitete Billroth auch auf seinen Reisen als beratender Arzt nach Polen, Russland und Afrika. In den Jahren 1880 bis 1893 wirkte Gersuny als Primarchirurg am Karolinen-Kinderspital in Wien. In dieser Zeit schuf er sich einen guten Ruf als Operateur, indem er eigene Wege zum Nutzen der Kranken ging. So konnte er beweisen, dass eine isolierte Knochentuberkulose durch radikale Entfernung des Krankheitsherdes geheilt werden kann. Lange Zeit war er einer der beschäftigtsten Chirurgen Wiens. Oft übernahm er erfolgreich Fälle, die von anderen Ärzten als zu kompliziert abgelehnt wurden. Im Jahre 1882 wurde Gersuny Primarius des von Billroth 1879 gegründeten Rudolfinerhauses, einem Spital mit Krankenpflegerschule in Wien. Nach dessen Tode übernahm er 1894 die Leitung des Rudolfinerhauses und baute es in den Folgejahren aus. Er leitete es bis zu seinem Tod 1924. Sein Schwerpunkt lag auf dem Gebiet der plastischen Chirurgie. Auch sah Gersuny das Ziel und Vermächtnis Billroths darin, eine Musteranstalt für die Ausbildung von Pflegerinnen zu schaffen. Sie sollten das aktuellste Wissen erwerben und auch „alle Erleichterungen kennen lernen können, die man dem Kranken gewähren kann.“ Gersuny trug mit der jeweiligen Oberin der Schwesternschaft entscheidend zum hohen Ausbildungsniveau für Pflegerinnen in Österreich bei. Agnes Karll, die Reformerin der deutschen Krankenpflege und Begründerin der deutschen Berufsorganisation B. O. K. D. knüpfte Beziehungen ins Rudolfinerhaus, um den dortigen hohen Standard der Krankenpflege kennenzulernen.

Paraffineinspritzung nach der von H. Eckstein modifizierten Gersunischen Methode, Nasenkorrektur 1902/1903

Gersuny gilt als Erfinder der Paraffineinspritzungen, mit welchen er „subkutane Prothesen“ erzeugte, die in Verlust geratene Gewebsbestandteile ersetzten. Zu diesem Zweck spritzte er einen vielfach zu Salben verwendeten Stoff, das Vaseline, unter die Haut und beobachtete, dass die eingespritzte Masse, wenn man sie einige Zeit unberührt ließ, reizlos an Ort und Stelle blieb, ohne vom Körper in erheblicher Weise aufgesaugt zu werden. Die Tatsache, dass an der äußeren Haut kaum Spuren zurückblieben, veranlassten Gersuny, die Methode bei einer ganzen Reihe von verschiedenen Erkrankungsformen anzuwenden, bei denen es sich meistens darum handelte, den Verlust von Gewebsbestandteilen zu verdecken. Dies war jedoch ein folgenschwerer Fehler, denn in den nächsten Jahrzehnten stellte es sich heraus, dass die Injektion von Paraffinen in sehr vielen Fällen zu Lipogranulomen führen kann. Diese Granulome entstehen als Fremdkörperreaktion des Organismus auf das Paraffin. Um die Mitte dieses Jahrhunderts wurden deshalb neue Substanzen wie Teflon, Silikon und Kollagen eingesetzt.
Im Jahr 1892 führte Gersuny die erste Cholezystogastrostomie durch. Er erfand auch eine Reihe weiterer chirurgischer und gynäkologischer Operationsmethoden, die sich allgemein durchsetzten. Er wurde am Dornbacher Friedhof bestattet.
Im Jahr 1924 wurde in Wien-Döbling (19. Bezirk) die Gersunygasse nach ihm benannt.

## Schriften (Auswahl)
- Arzt und Patient. Wien 1884.
- Über falsche Diagnosen. Wien 1887.
- Bemerkungen über das Spezialistentum in der Medizin. Wien 1892.
- Eine Sphinkterplastik am Darm. In: Zentralblatt für Chirurgie. 1893, S. 554 ff.
- Radikaloperation großer Nabelbrüche. In: Zentralblatt für Chirurgie. Band 43, 1893.
- Bodensatz des Lebens. Hugo Heller & Co., Wien/Leipzig 1906 (Aphorismen)-
- Theodor Billroth. In: Meister der Heilkunde. Band 4. Rikola Verlag, Wien/Berlin/Leipzig/München, Rikola Verlag, 1922.